# Одавара

35°15′53″ пн. ш. 139°9′8″ сх. д. / 35.26472° пн. ш. 139.15222° сх. д.
Одава́ра (яп. 小田原市, おだわらし, МФА: [odawaɾa ɕi̥]) — місто в Японії, в префектурі Канаґава.

## Короткі відомості
Розташоване в південно-західній частині префектури, на березі Саґамської затоки. Виникло на основі середньовічного містечка біля замку Одавара XVI століття, резиденції самурайського роду Ходзьо, що був гегемоном східнояпонського регіону Канто. З XVII століття стало призамковим містечком роду Окубо. Відігравало роль постою на Східноморському шляху. Отримало статус міста у 1940 році. 
Складова Токійсько-Йокогамського промислового району. Основою економіки слугує хімічна промисловість, комерція. Традиційні ремесла — виготовлення сушених японських слив. Один із центрів туризму в гірському районі Хаконе. Станом на 1 квітня 2009 площа міста становила 114,09 км². Станом на 1 липня 2011 населення міста налічувало 198 046 осіб.

## Міста-побратими
- Кішівада, Японія (1968)
- Нікко, Японія (1980)
- Chula Vista, США (1981)
- Manly, Австралія (1991)

## Галерея

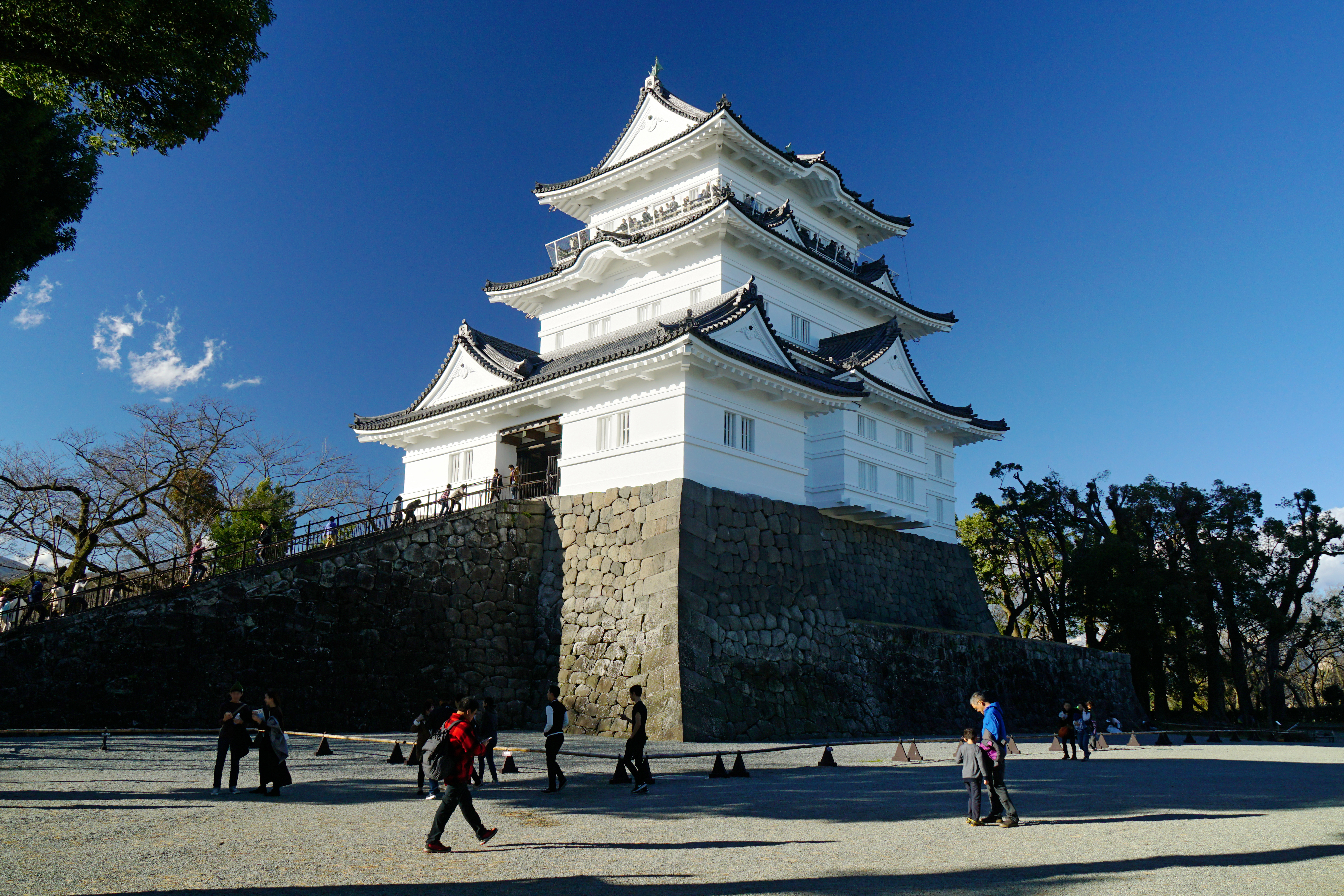
Замок Одавари
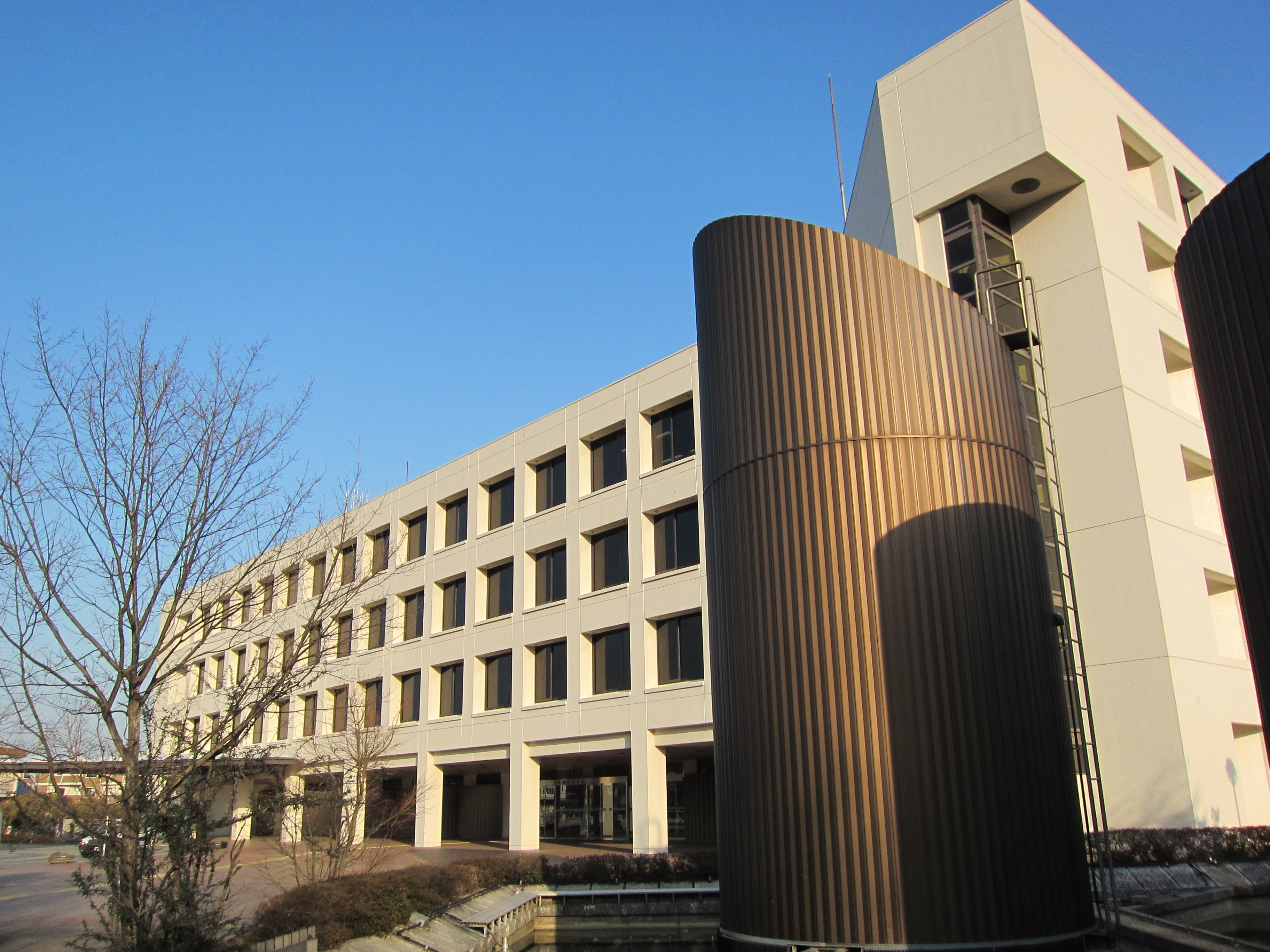
Odawara City Hall
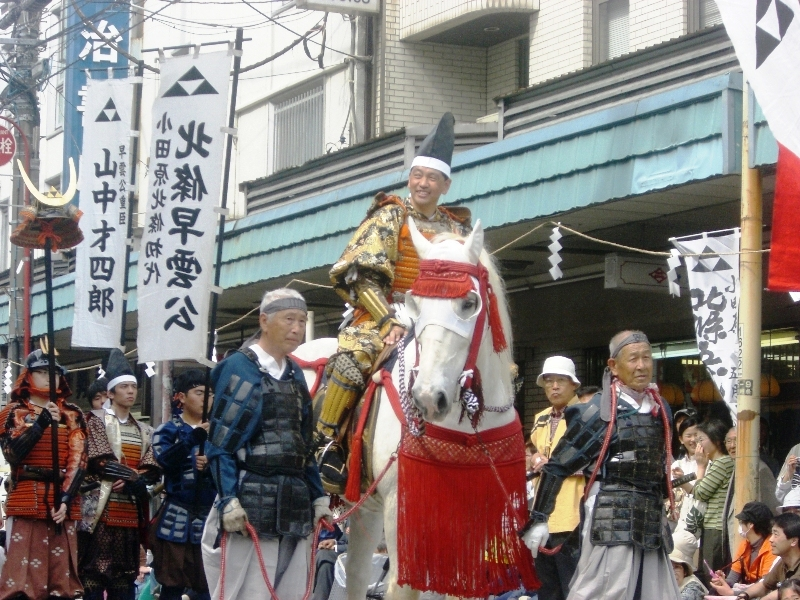
Травневий фестиваль Ходжо Годай
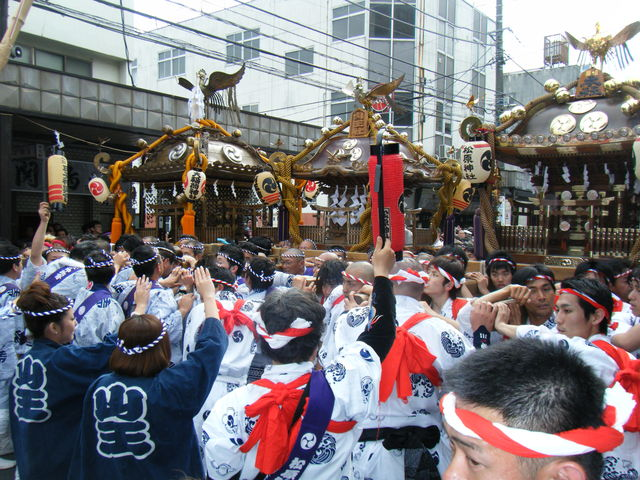
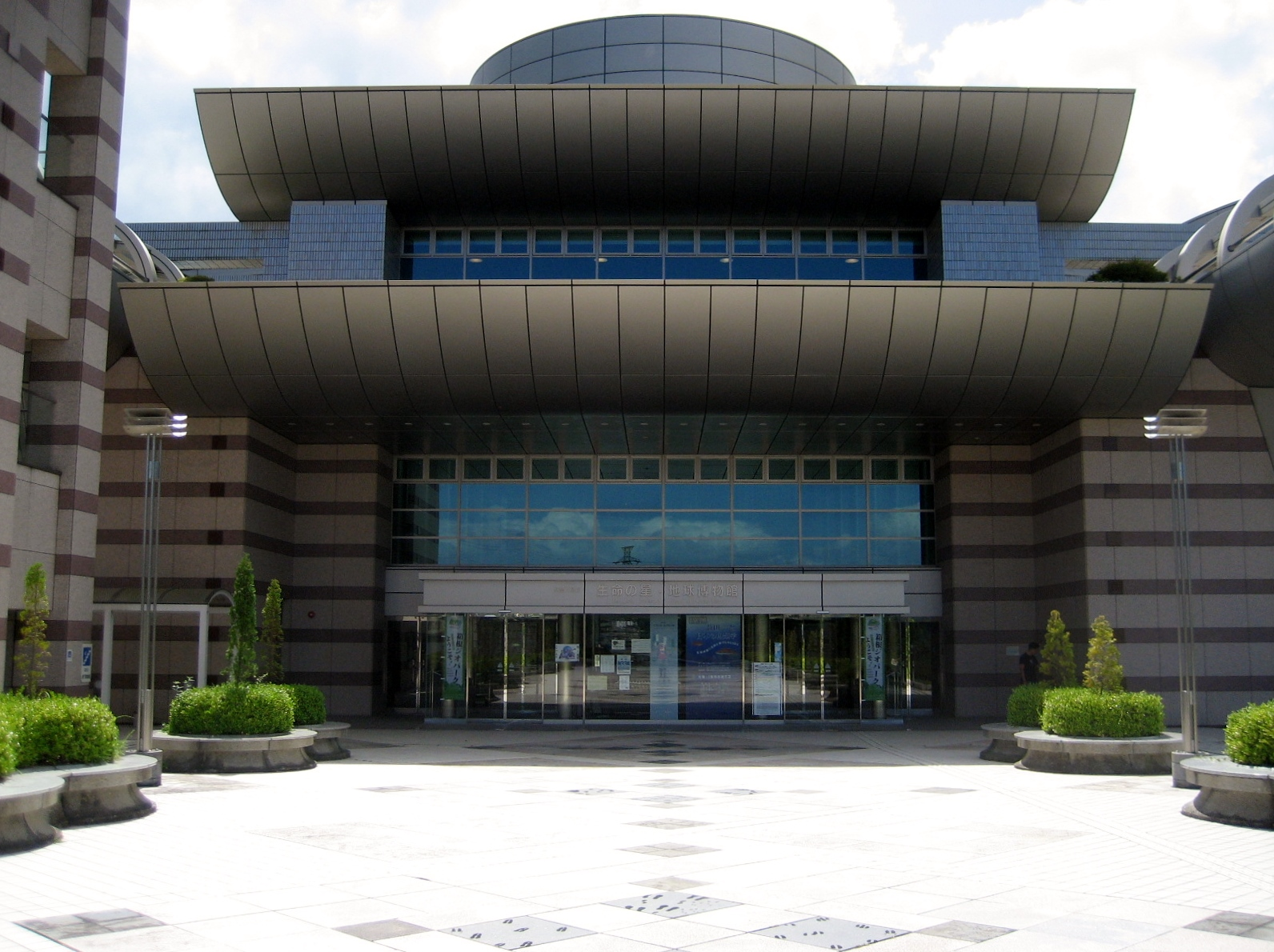
Музей природничої історії префектури Канаґава
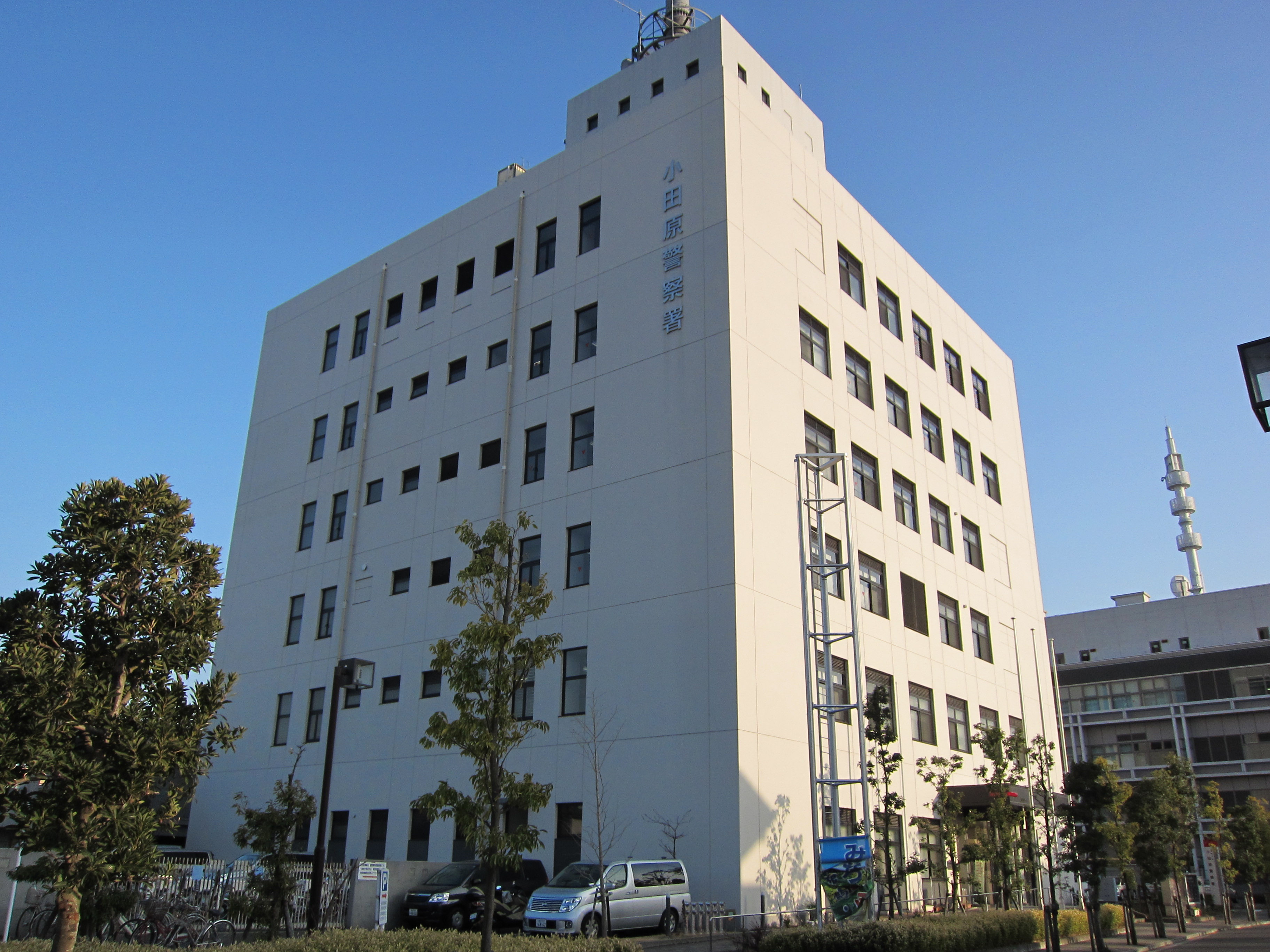
Поліцейський відділок
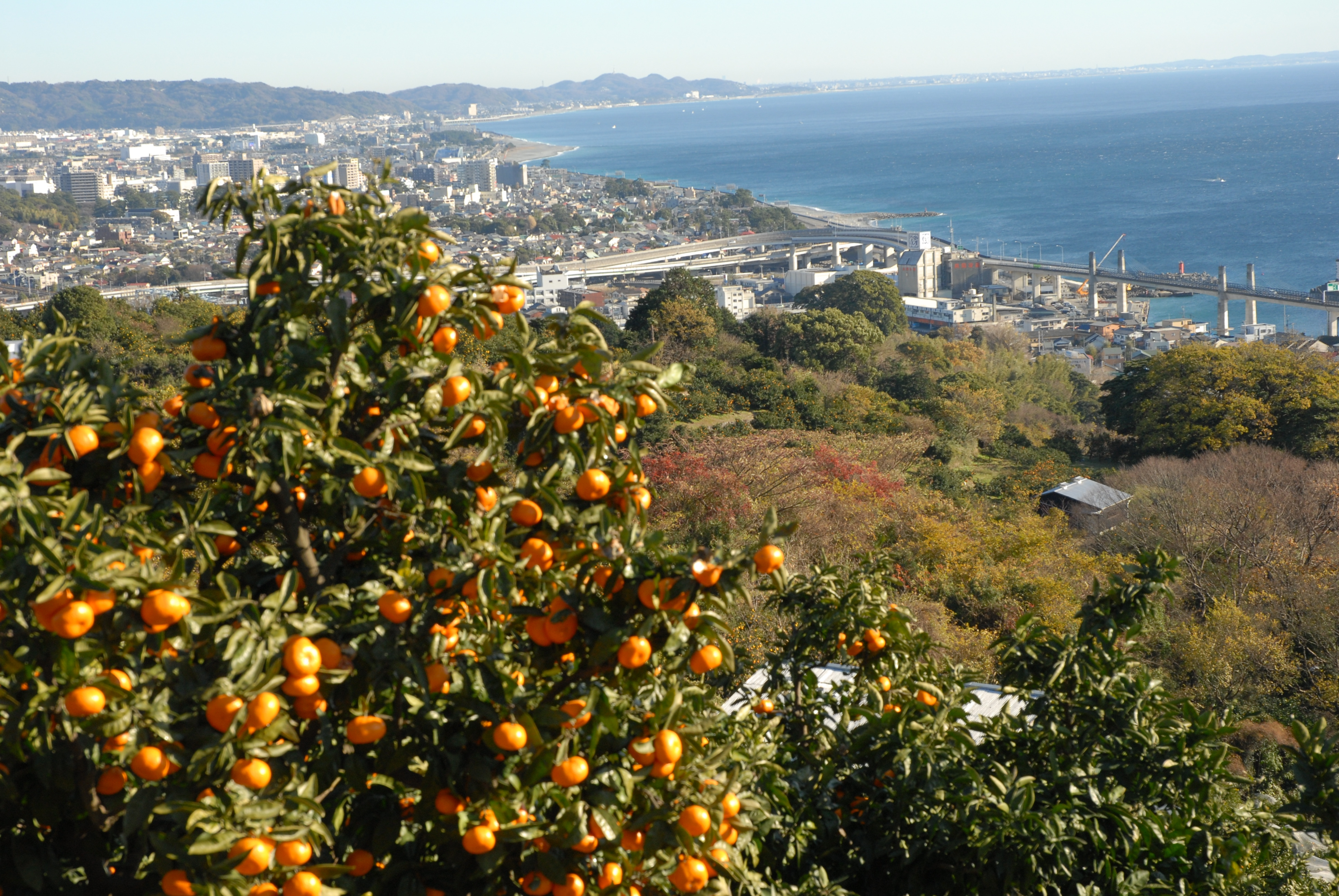
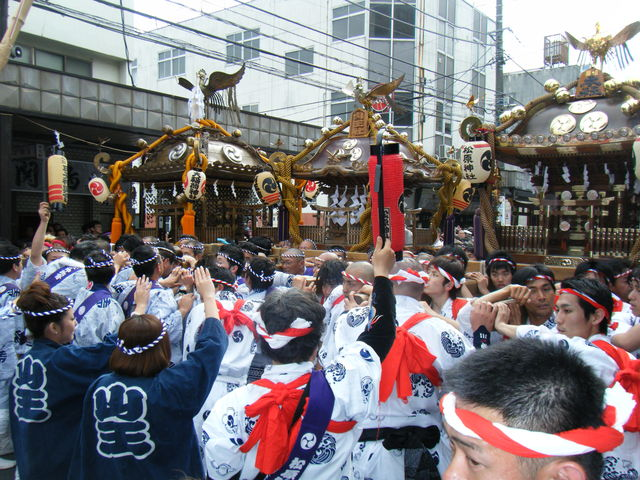
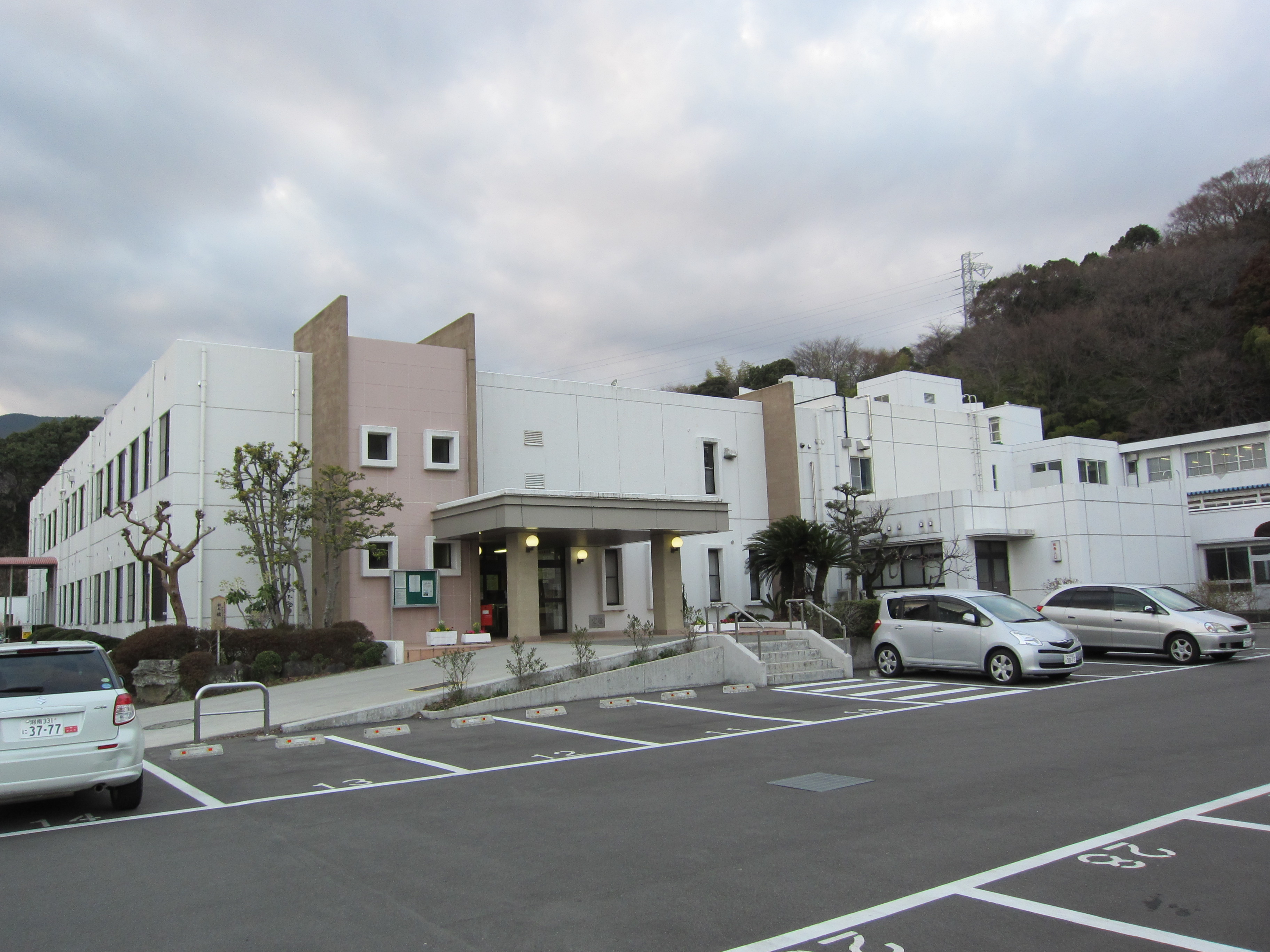
Національна лікарня Хаконе
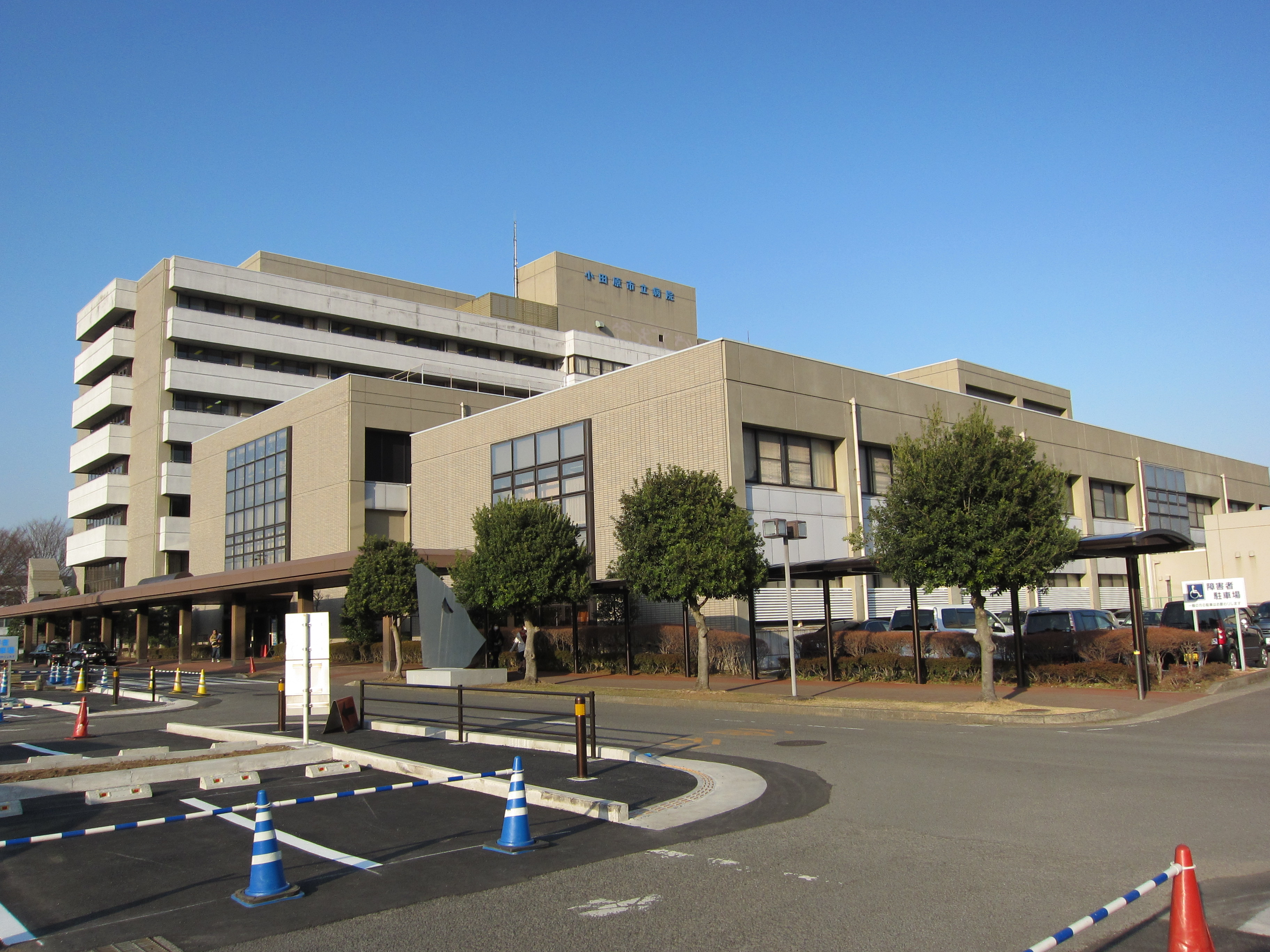
Муніципальна лікарня Одавара
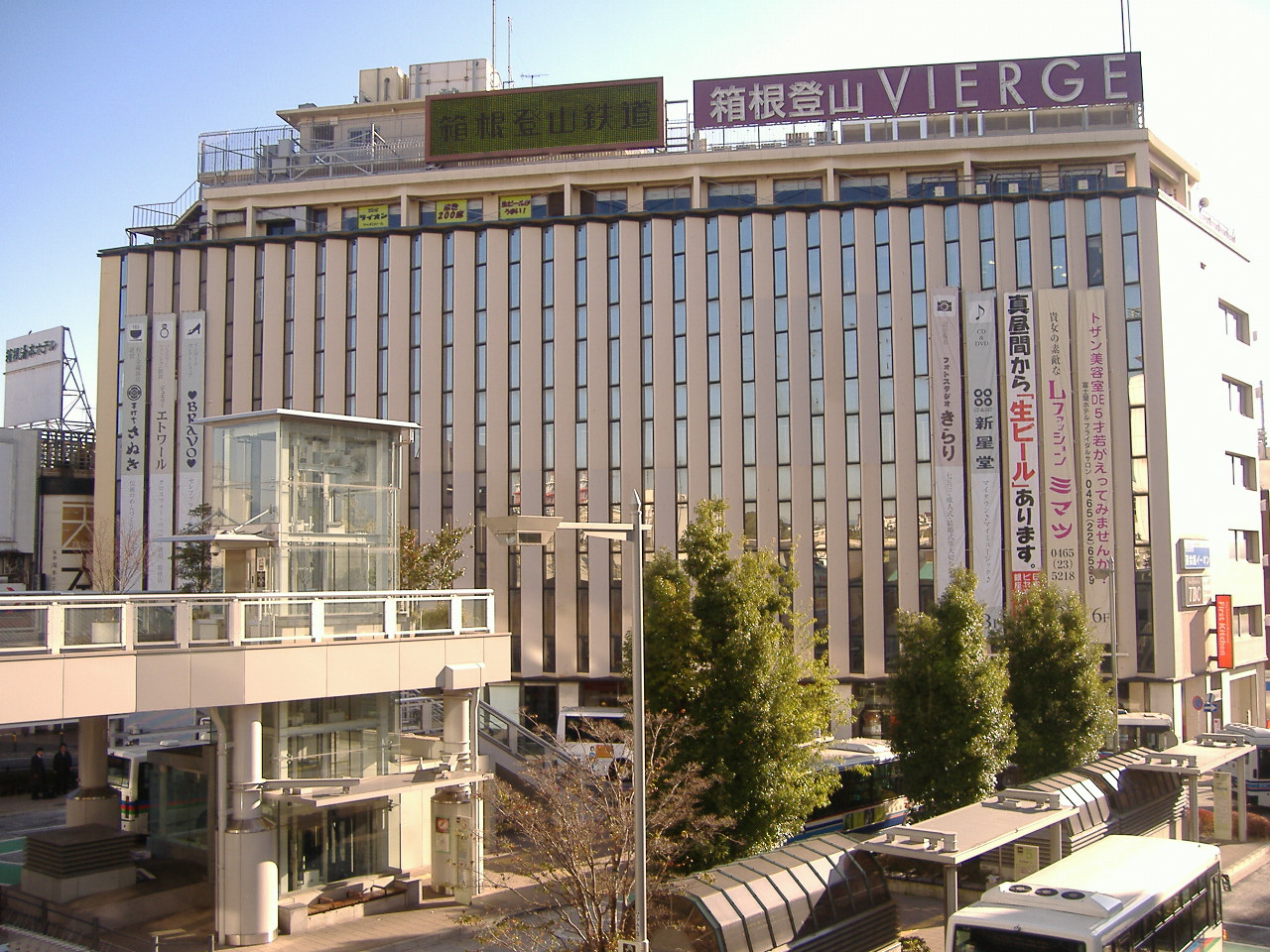
Торговий центр
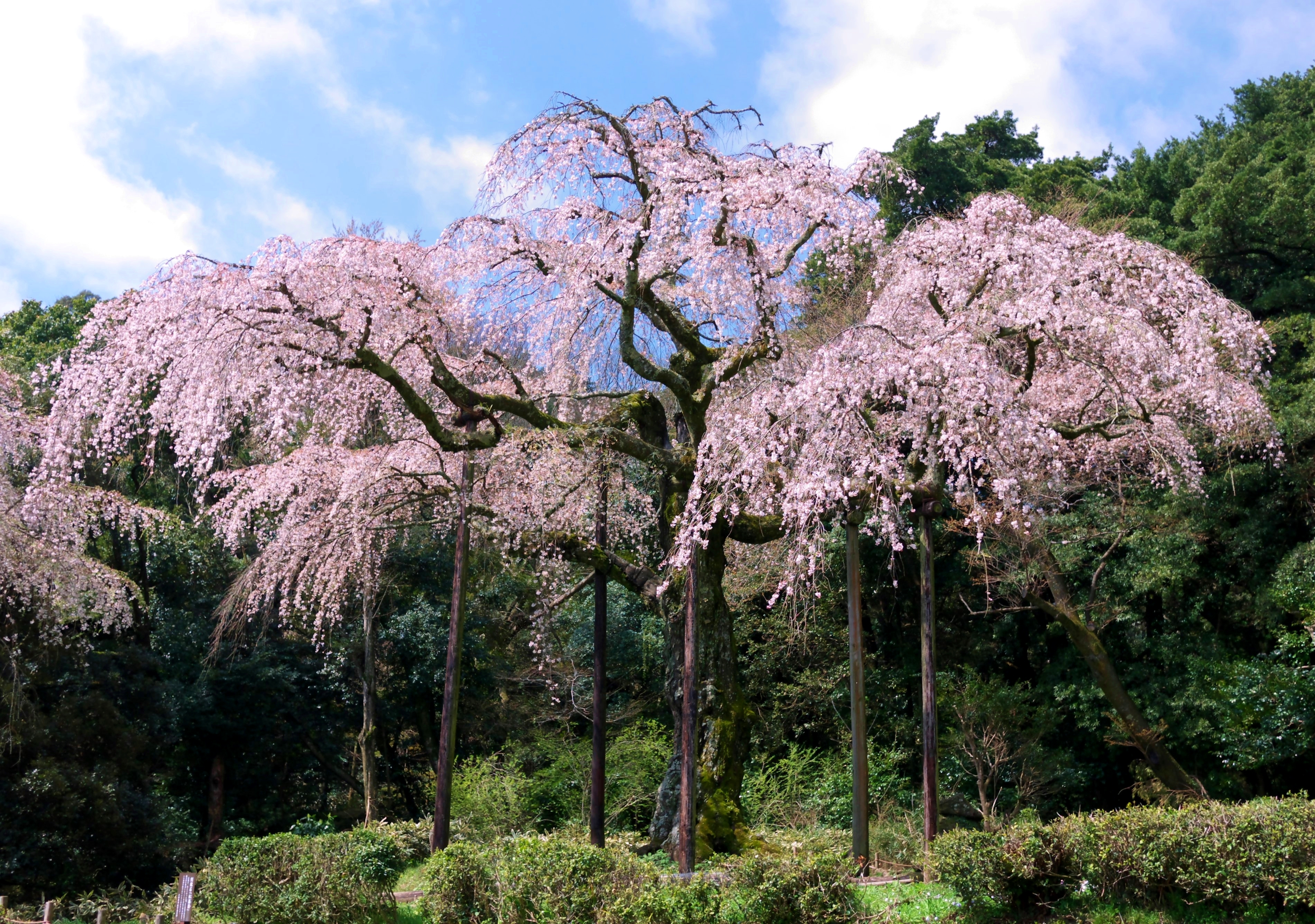
Цвітіння сакури в храмі
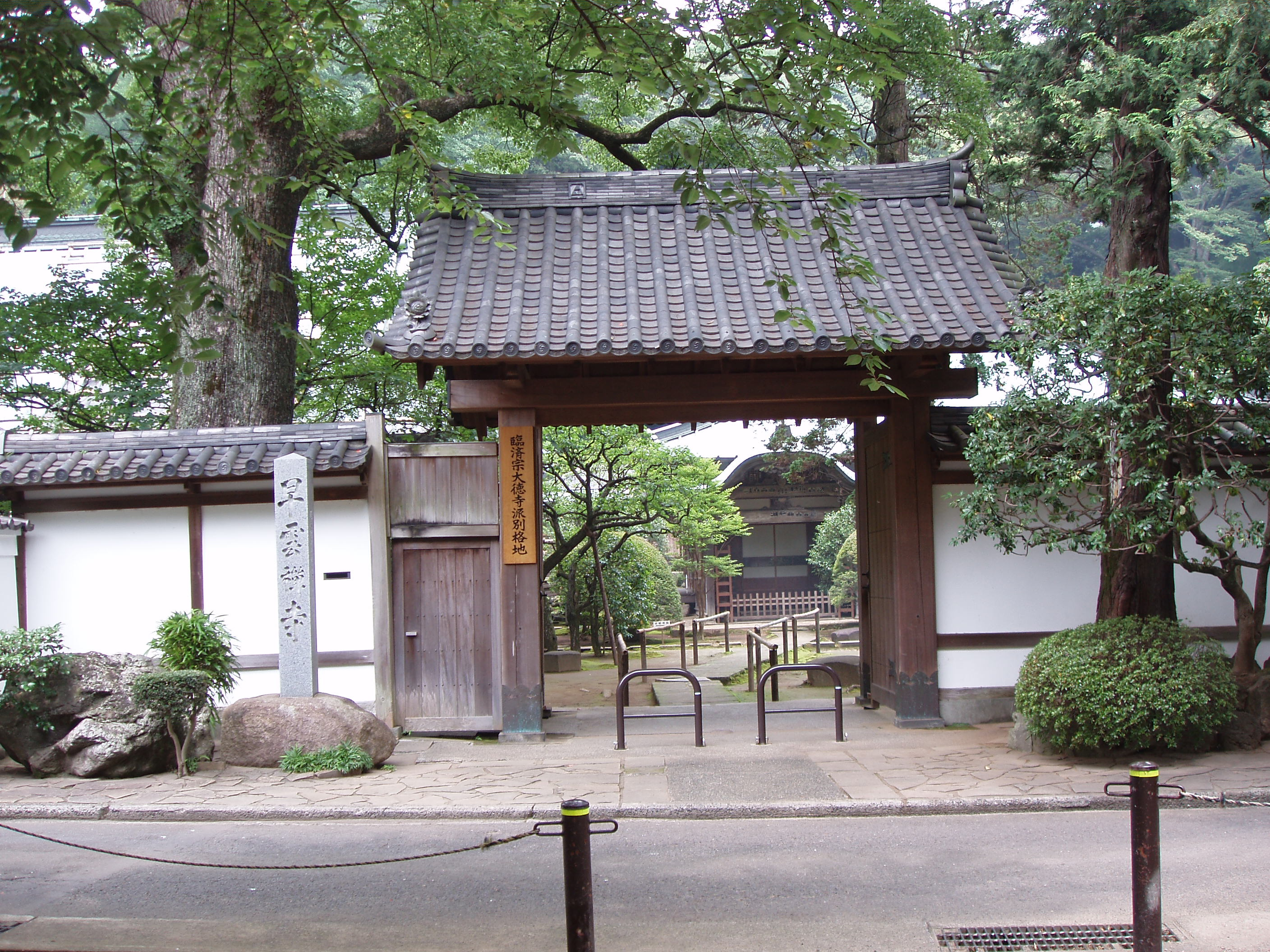
Храм Саунзенжі
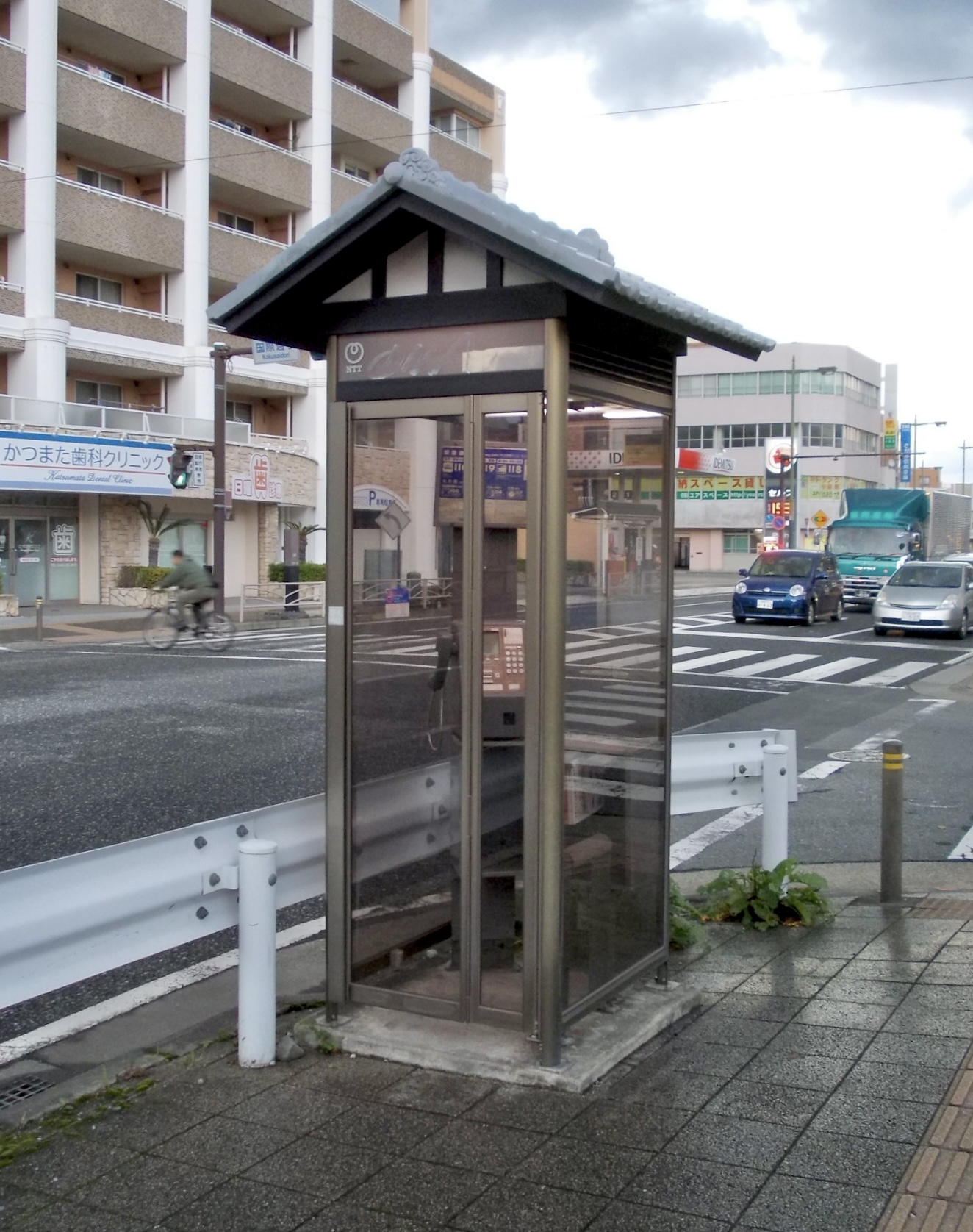
Телефонна будка в самурайському стилі
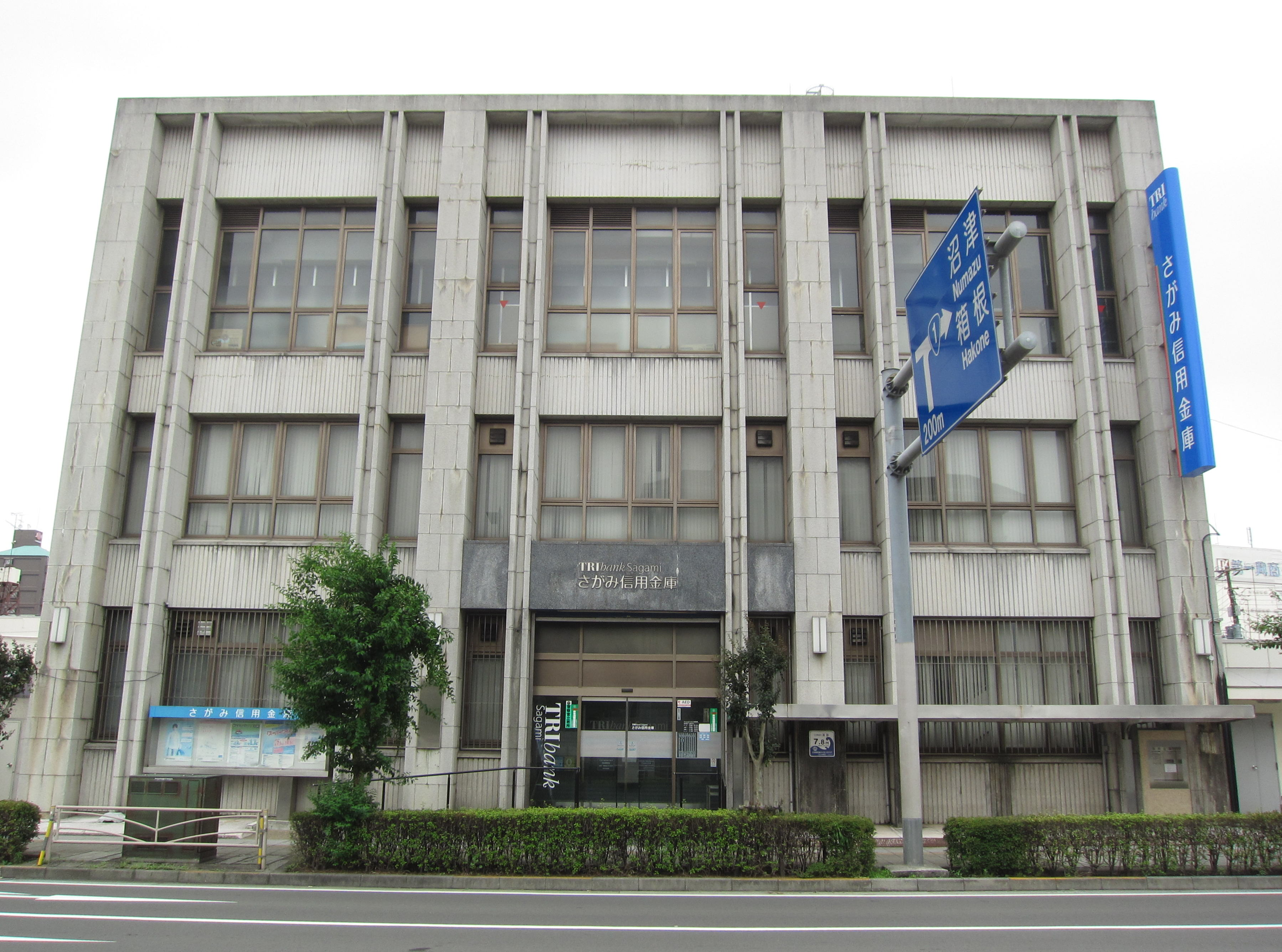
Банк Sagami Shinkin
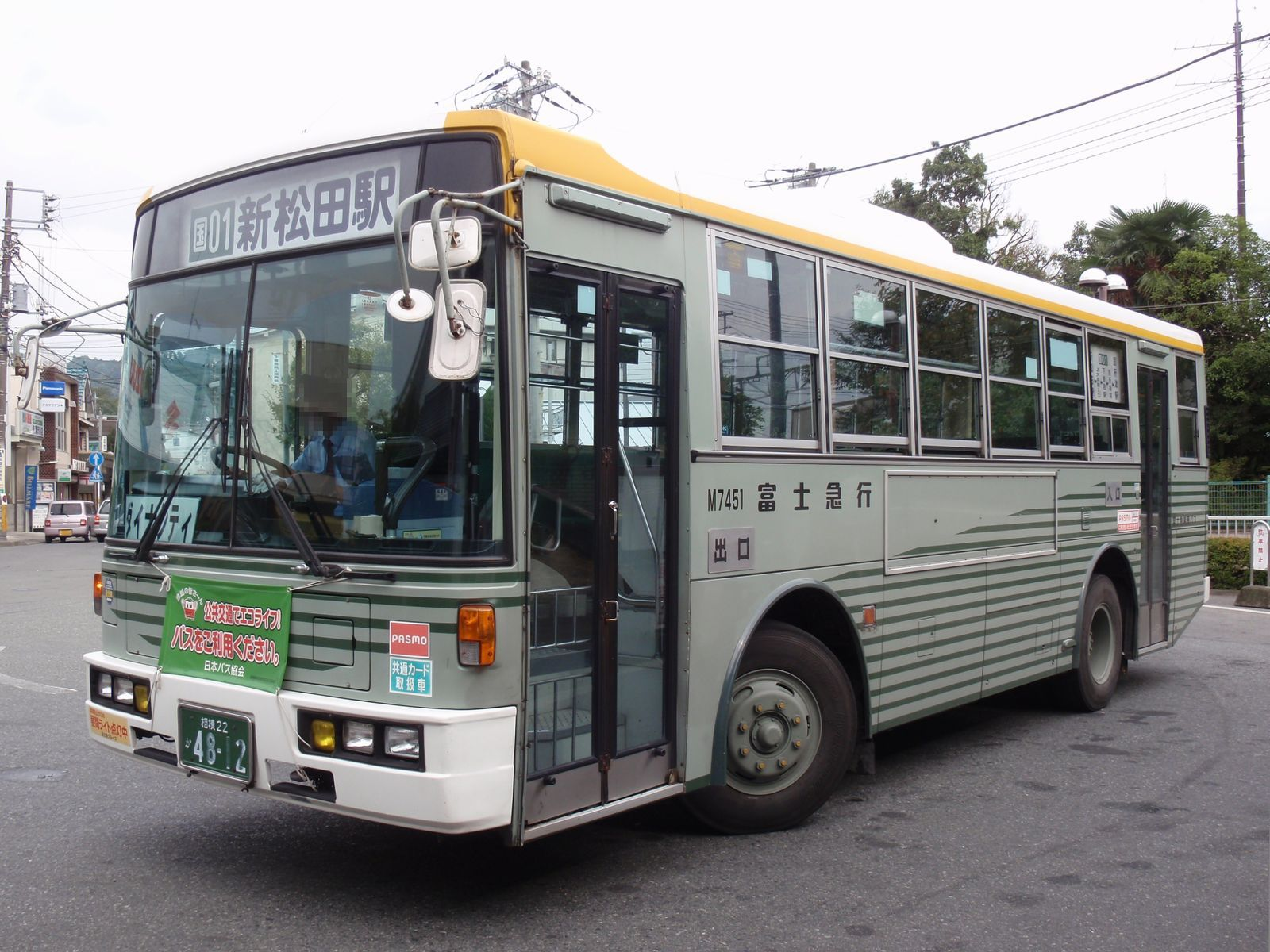
Маршрутний автобус Ніссан
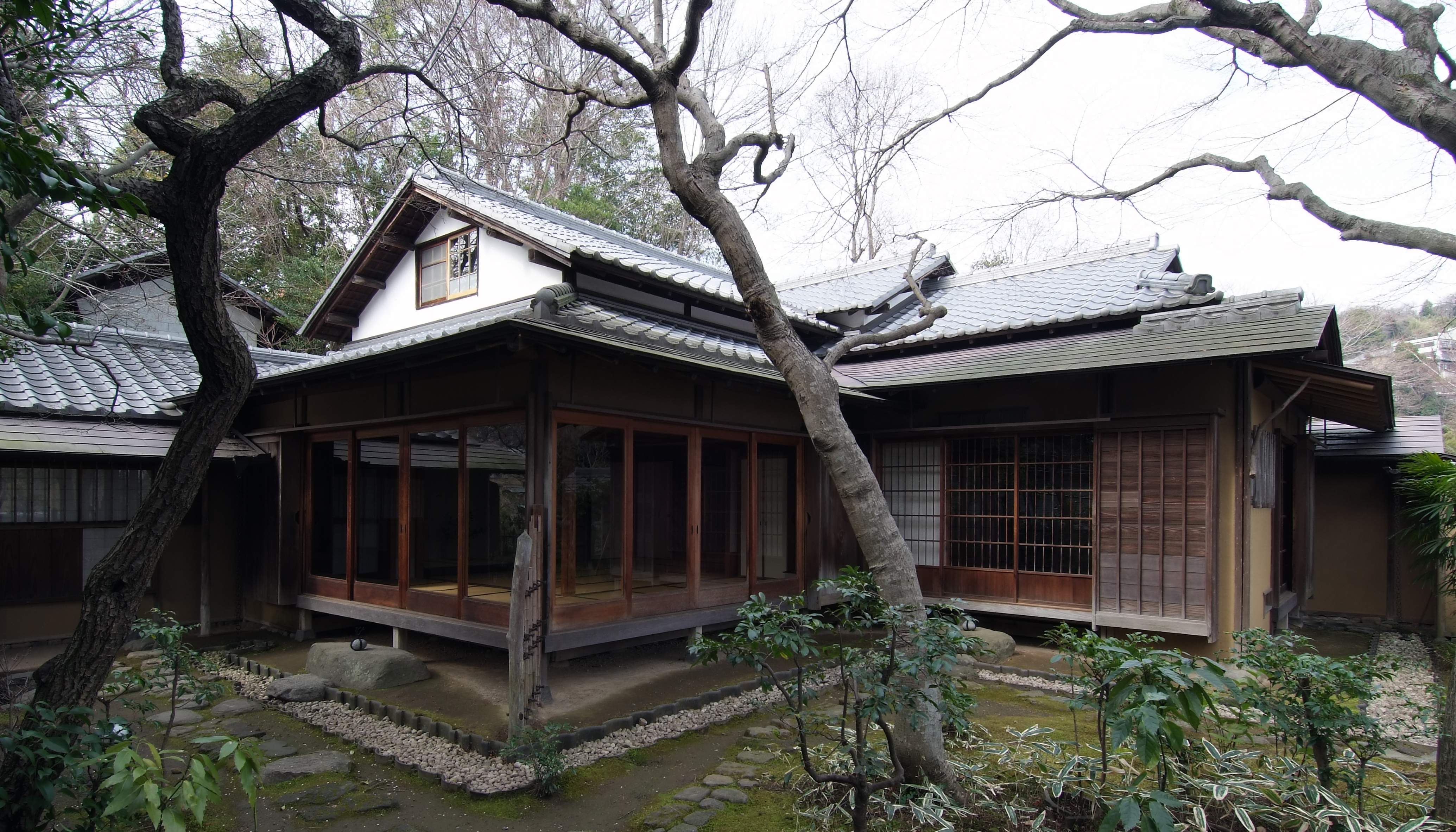
Дерев’яний будинок, збудований у 1946 році
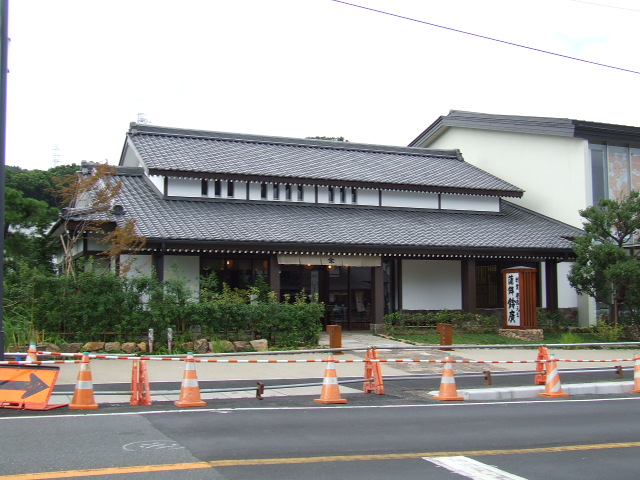
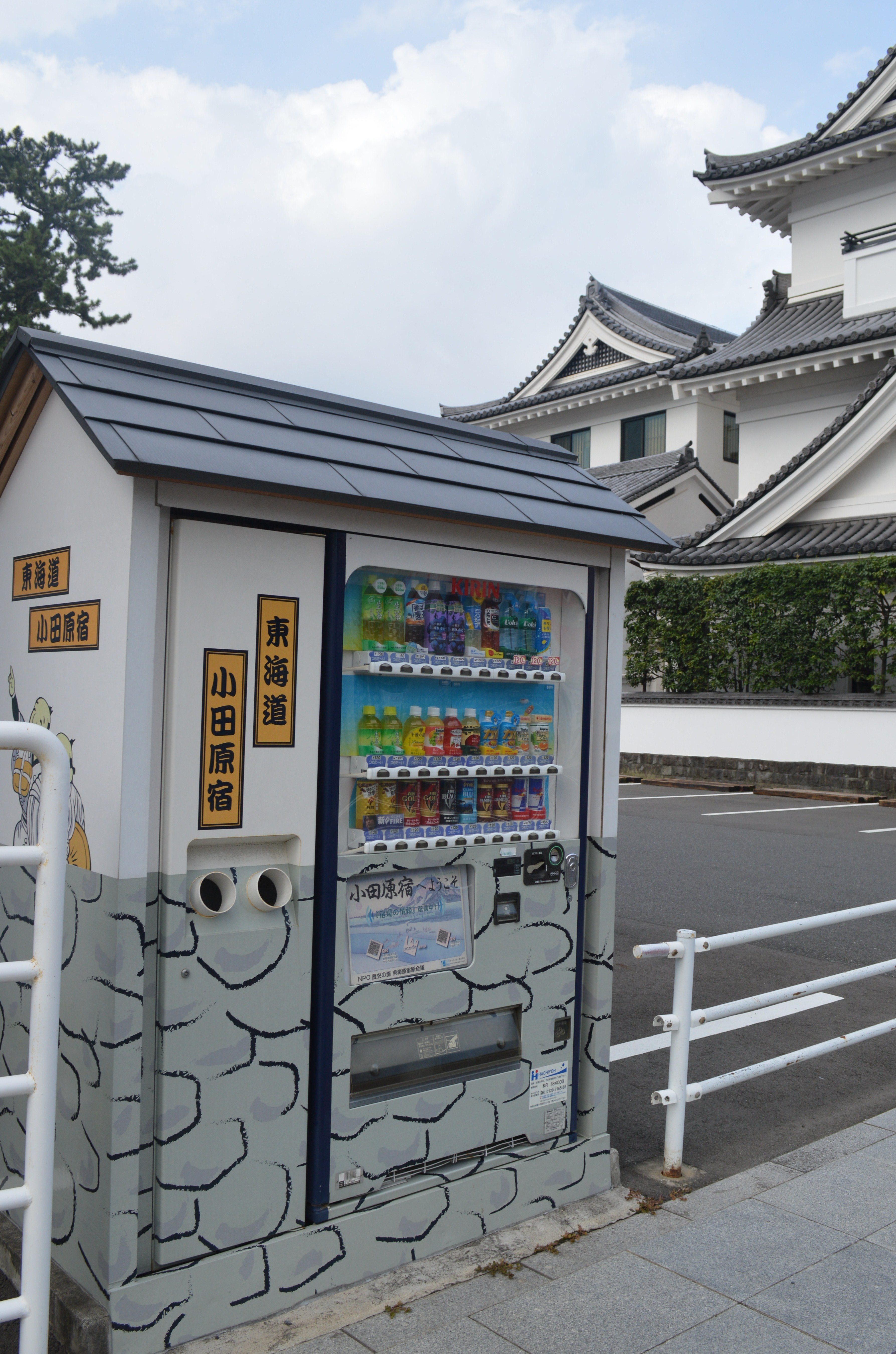
Автомат у традиційному стилі
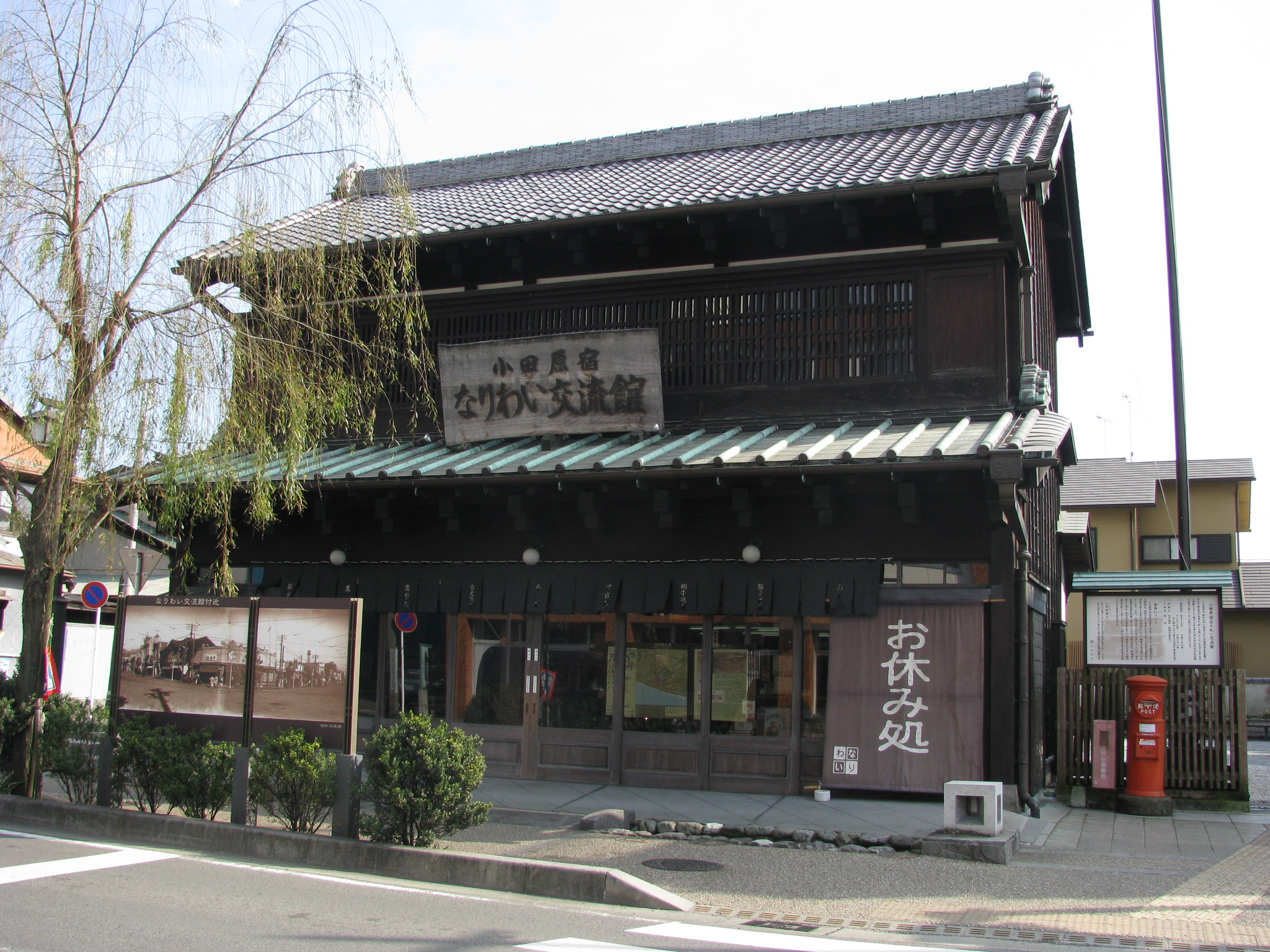
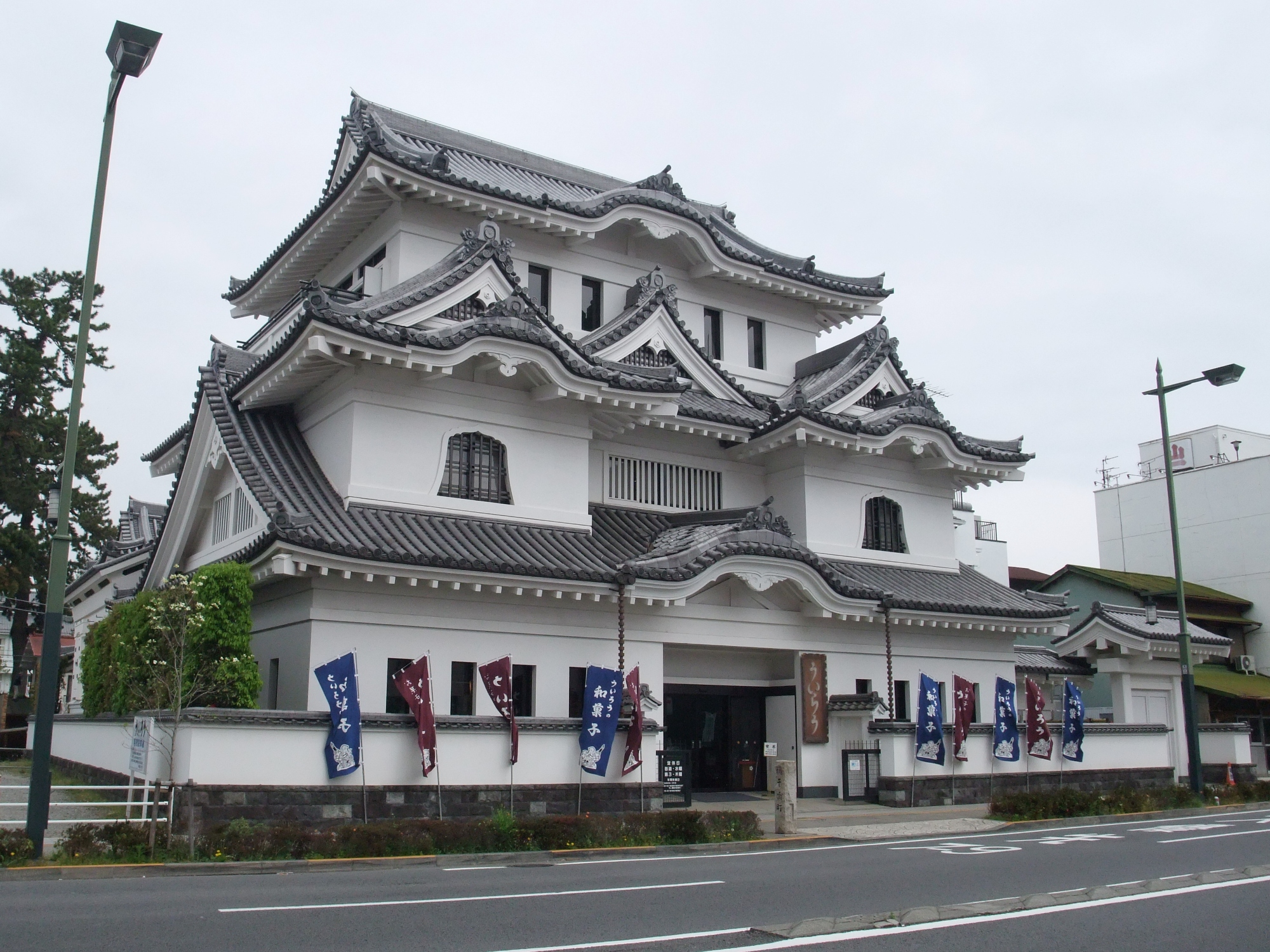
UIROU (Японська аптека з магазином Уїро)
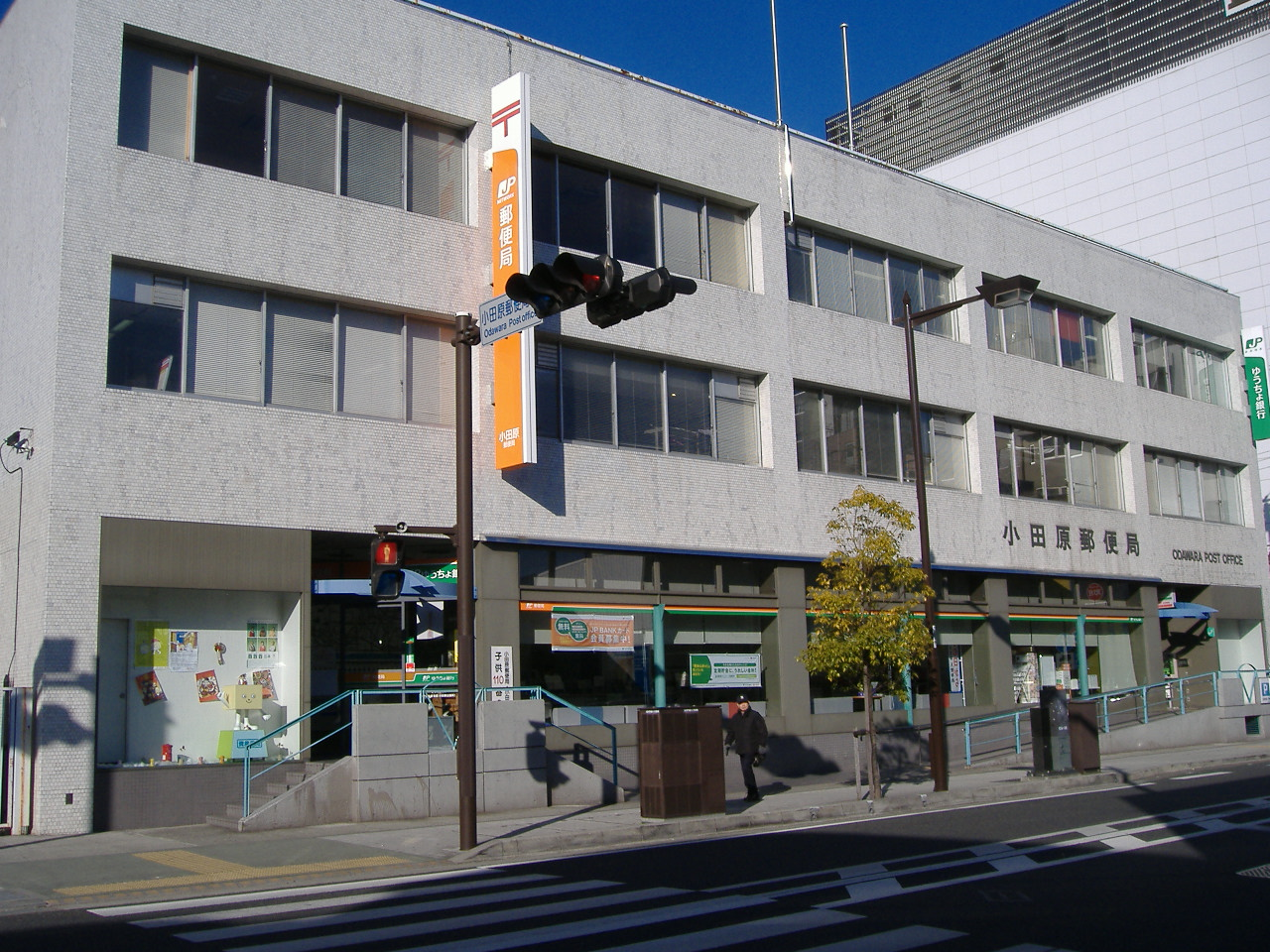
Поштамт
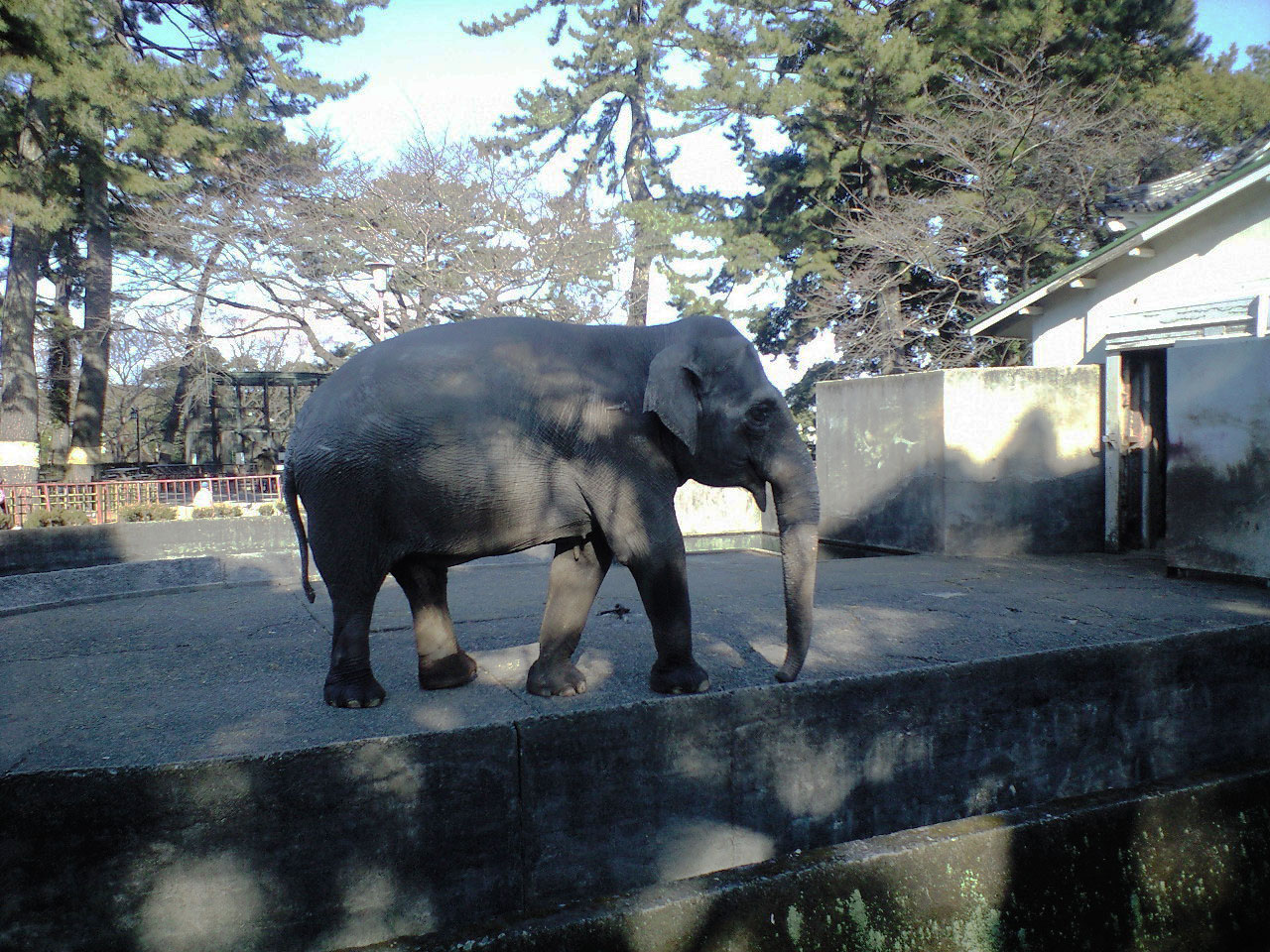
Слон у зоопарку
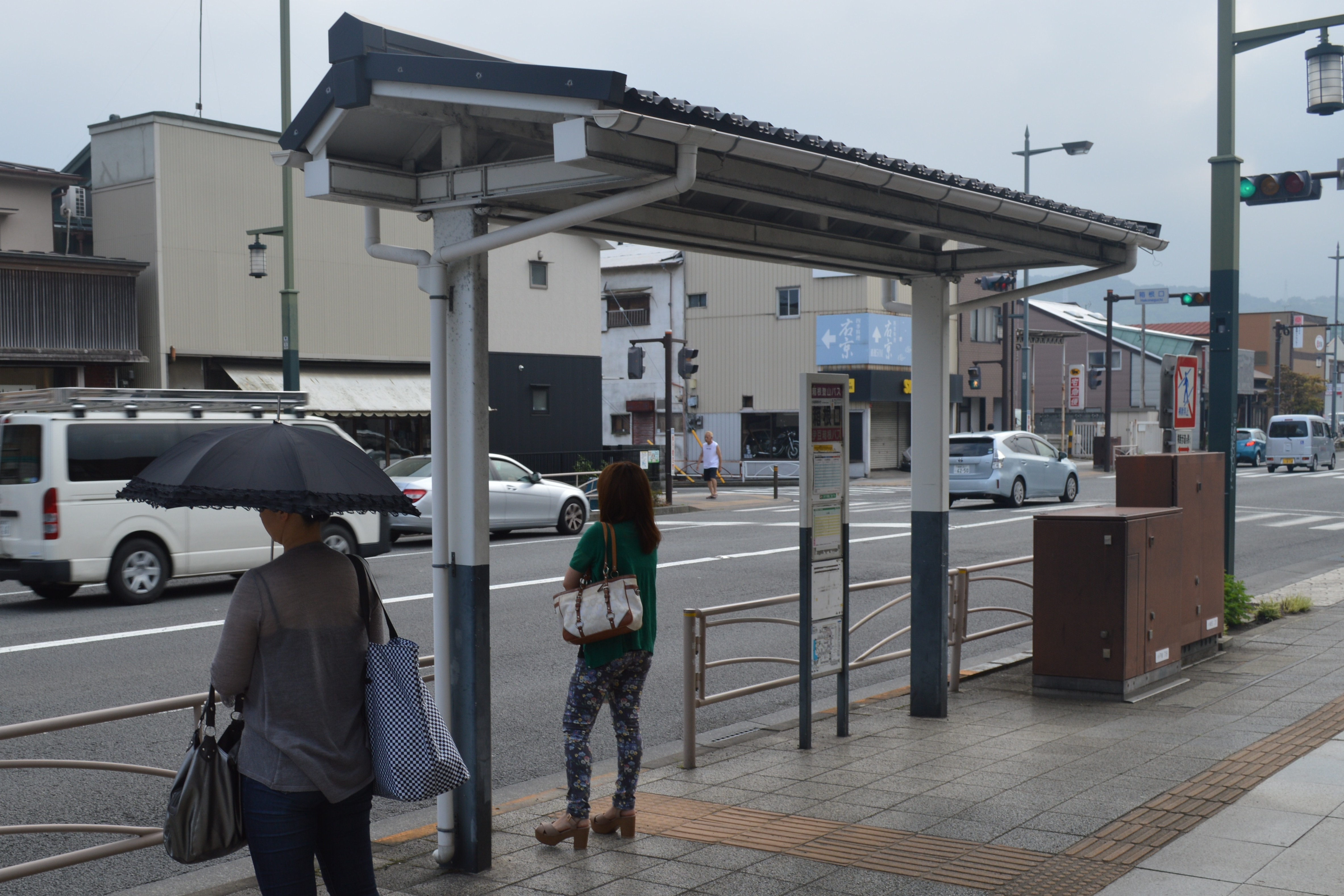
Автобусна зупинка в японському стилі
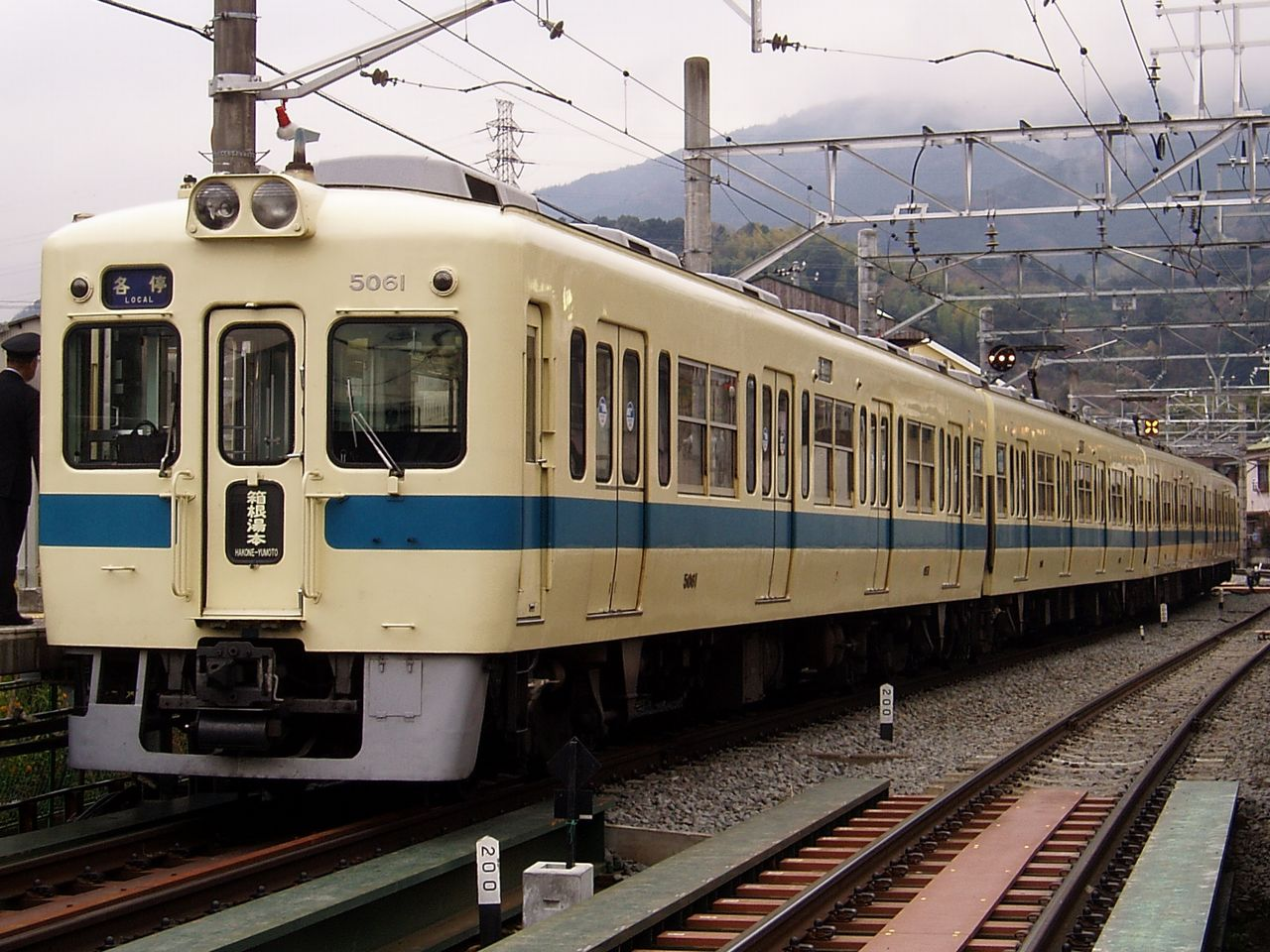
Електричка
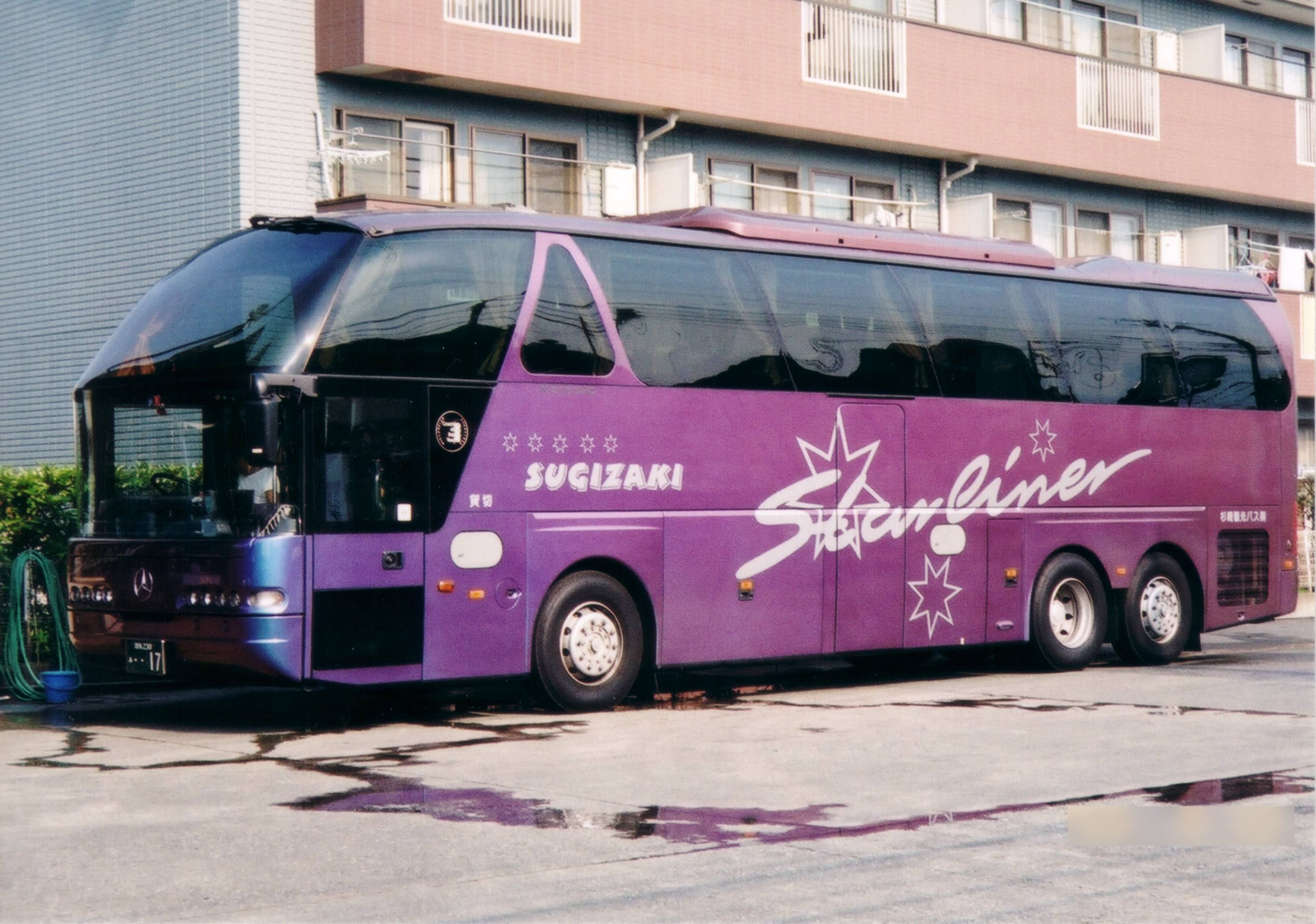
Новий автобус
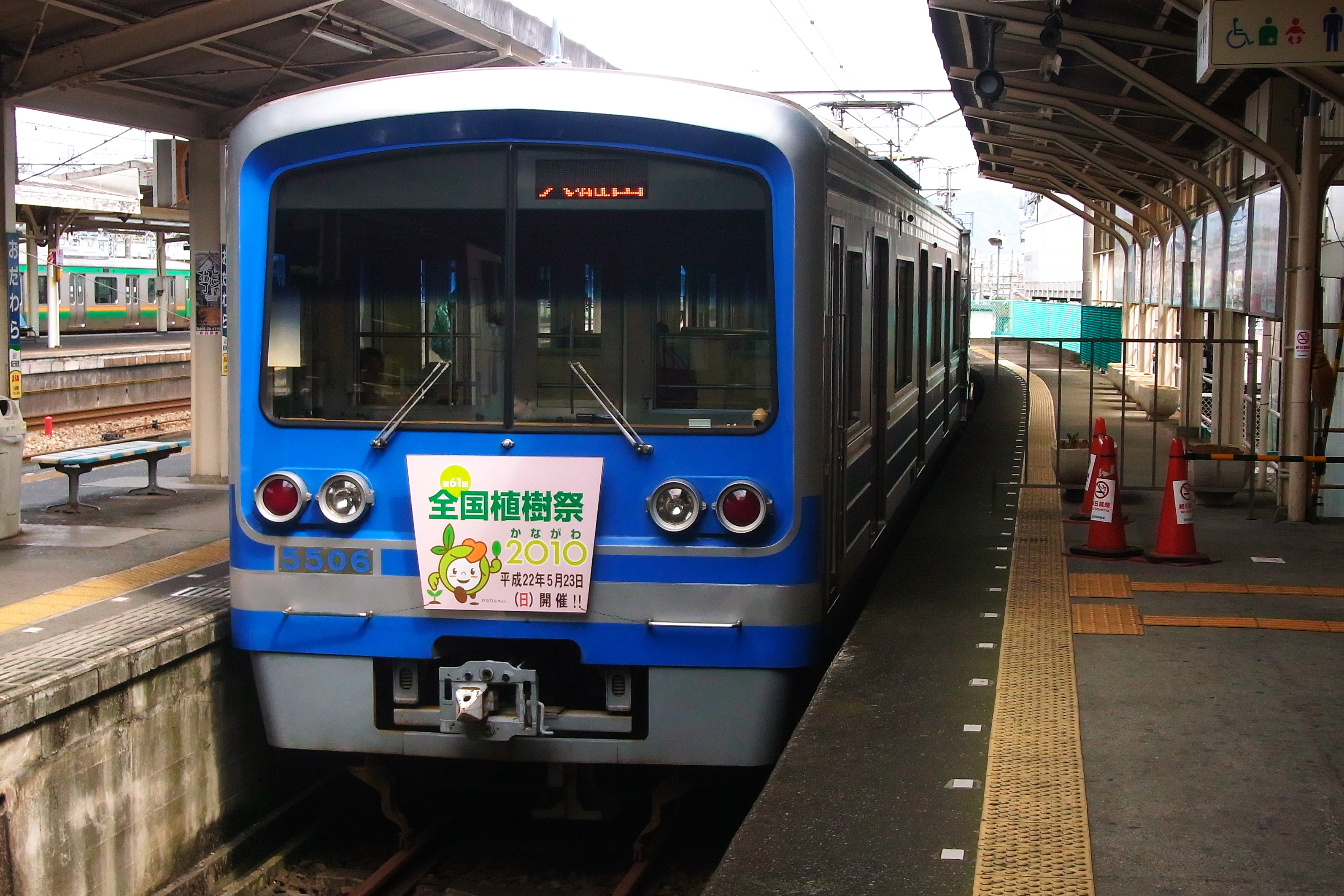
Електричка лінії Daiyuzan
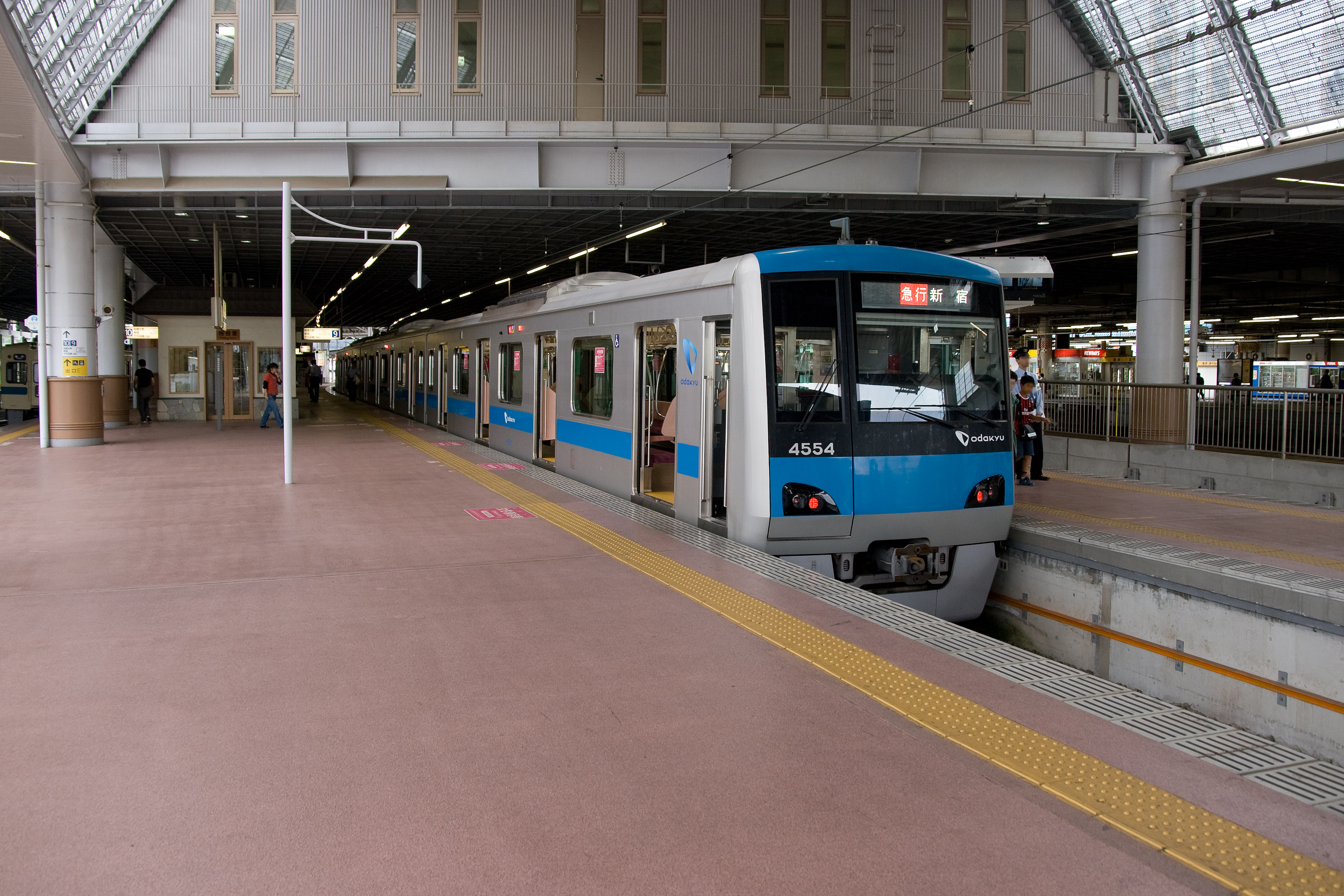
Електричка Odakyu 4000 серії на станції Одавара
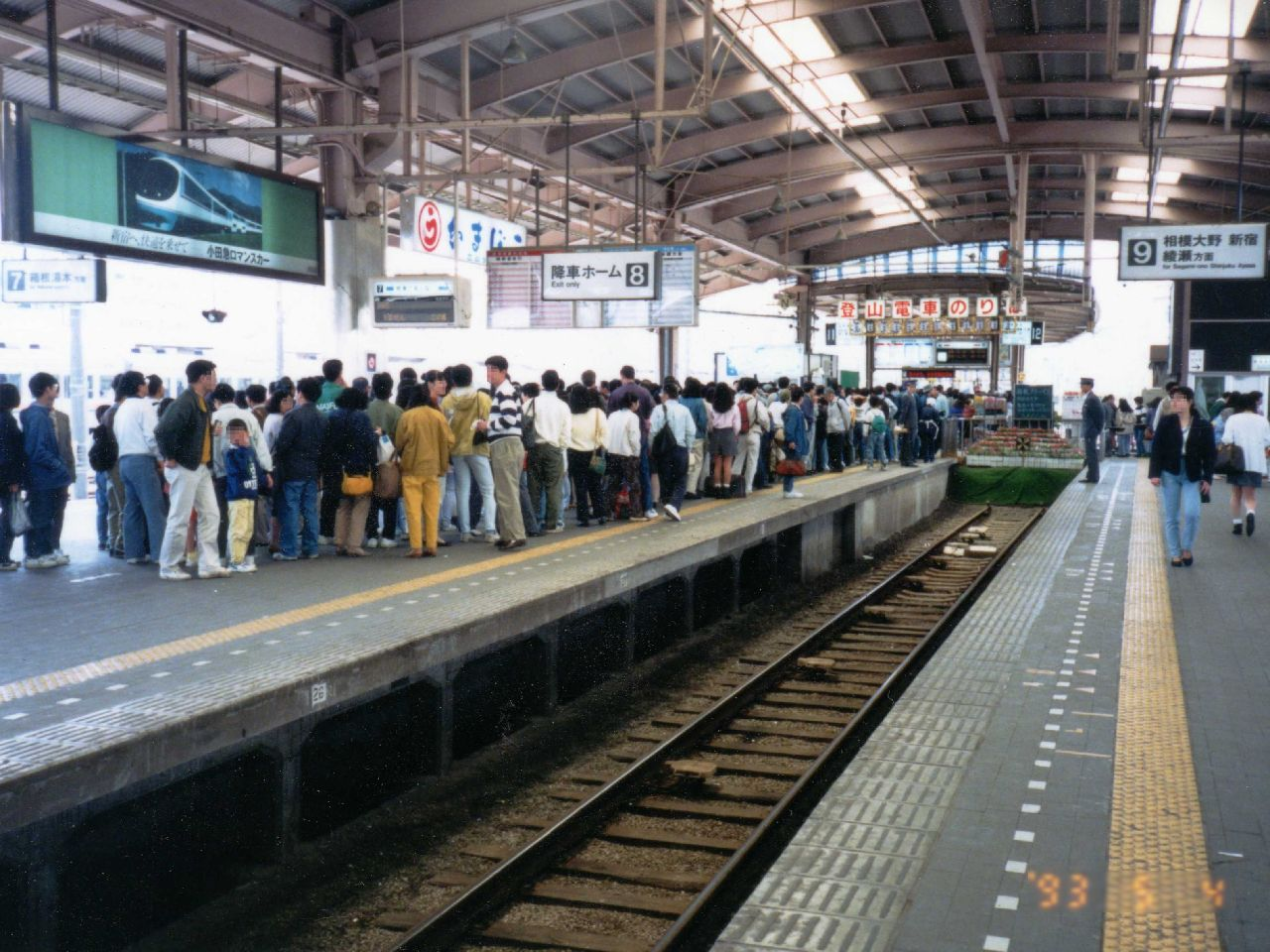
На пероні
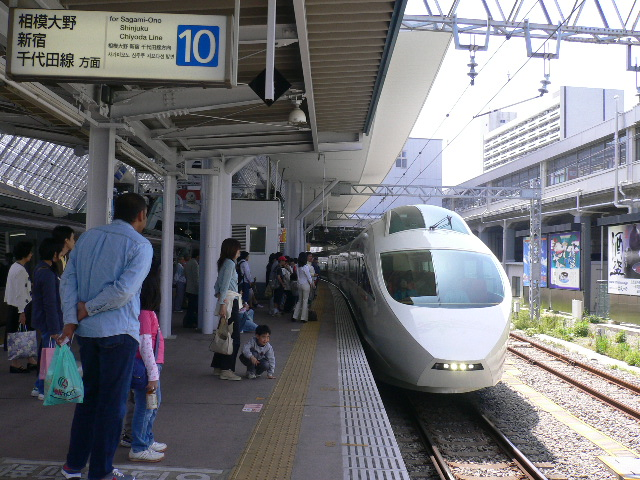
Потяг VSE (Type 50000) компанії Odakyu